# Eusceptis atriora
Eusceptis atriora là một loài bướm đêm trong họ Noctuidae.